# Nikolai Konstantin von Freymann
Nikolai Konstantin von Freymann (* 24. Februar 1851 in Kiew; † 26. April 1904 in Taschkent) war ein russischer Generalmajor mit baltischer Abstammung.  

## Leben
Am 4. September 1864 begann seine militärische Erziehung und Ausbildung im kaiserlich-russischen Pagenkorps. Er erfüllte sich seinen Wunsch in der Kaiserlich-russischen Marine zu dienen, indem er 1867 als Freiwilliger auf dem Schulschiff „Gromoboi“ seinen Dienst antrat. Nach seinem ersten Examen kehrte er in das Pagenkorps zurück und wurde 1868 zum Kammerpagen ernannt. 1869 wurde er zum Fähnrich beförderte und in das Leibgarde-Gatschina-Jäger-Regiment versetzt. Auf eigenen Wunsch kam er 1873 zur Festungsartillerie von Kronstadt und wurde im selben Jahr zum Secondeleutnant und 1875 zum Leutnant befördert. Seinen ersten Kriegseinsatz hatte er mit einer Artilleriekompanie im Russisch-Osmanischen Krieg von 1877 bis 1878. Im März 1879 wurde er kurzzeitig zur bulgarischen Armee kommandiert und kehrte im Juli 1879 nach Kronstadt zurück. Im Jahre 1880 kann er zur Wladiwostoker Festungsartillerie und wurde zum Ausbildungsleiter ernannt. 1885 leitete er die Herstellung der Einsatzbereitschaft der Wladiwostoker Festungsartillerie.  In Wladiwostok blieb er bis 1886 und wurde danach in die Wyborger Festungsartillerie versetzt, hier wurde er auch zum Oberstleutnant und Oberst befördert. Seine nächste Verwendung führte ihn 1889 nach Taschkent, hier übernahm er das Kommando der Turkestanischen Festungsartillerie. 1883 wurde er mit dem russischen St.-Stanilaus-Orden  geehrt und 1888 erhielt er den russischen Orden St. Annenorden (3. Klasse). Nikolai Konstantin erkrankte an einem Krebsleiden, welches ohne Erfolg in Berlin operiert wurde, in Folge dieser Erkrankung wurde er als Generalmajor aus den Diensten der Kaiserlich-Russischen Armee entlassen und lebte bis zu seinem Tod am 26. April 1904 in Taschkent.

## Musikliebhaber
Neben seinem militärischen Werdegang war Nikolai Konstantin auch an musikalischen Darbietungen interessiert. Bereits in Kronstadt nahm er an den musikalischen Abenden im Kronstädter Marineclub teil. In Wladiwostok gründete er 1883 den Wladiwostoker Musikalischen Kreis, dessen Ehrenmitglied er später wurde.  Auch in Wyborg gründete er einen Musikverein und förderte ab 1894 den vom Militärclub gegründeten „Morgenmuße“, in dem sich Kinder von 4–12 Jahren musikalisch betätigen konnten. 

## Herkunft und Familie
Nikolai Konstantin stammte aus dem baltischen Adelsgeschlecht von Freymann aus dem Hause Nursie (II. Linie), er war der Sohn des russischen Generalmajors Rudolph Karl Ernst von Freymann (1821–1906) und seiner Gattin Elisabeth Wilhelmine Christine v. Schwarz (* 1820). Seine Brüder waren die russischen Generale Otto Nikolai von Freymann (1849–1924) und Eduard Karl von Freymann (1855–1920). Am 20. Februar 1880 hatte sich Nikolai Konstantin mit Natalie Grigoyewa (* 1852) vermählt, sie war die Tochter des Generals Michael Grigoyew, die Hochzeit nach  byzantinischen Ritus führte innerhalb der Familien zur Abspaltung, ihre Kinder waren:  
- Boris * 8. Februar 1881, verschollen im Ersten Weltkrieg
- Sergej * 25. April 1882, Schachmeister
- Constantin * 29. Juli 1883; † 21. Dezember 1883
- Olga * 11. August 1884; † 25. Oktober 1899
- Michael * 5. September 1886; † 10. August 1887
- Wera * 29. April 1888, Musikerin
- Nikolai * 30. November 1889; † 4. Mai 1895